# Kelly Lynch
Pour les articles homonymes, voir Lynch.
Kelly Lynch, de son vrai nom Kelly Ann Lynch, est une actrice américaine née le 31 janvier 1959 à Golden Valley (États-Unis).

## Filmographie

### Cinéma
- 1983 : Portfolio : Mannequin Elite
- 1985 : Osa : Osa
- 1988 : Les Feux de la nuit (Bright Lights, Big City) : Elaine
- 1988 : Cocktail : Kerry Coughlin
- 1989 : Warm Summer Rain : Kate
- 1989 : Drugstore Cowboy : Dianne
- 1989 : Road House : Docteur Elizabeth Clay
- 1990 : La Maison des otages (Desperate Hours) de Michael Cimino : Nancy Breyers
- 1991 : La P'tite arnaqueuse (Curly Sue) : Grey Ellison
- 1993 : Les Fantaisies du cœur (Three of Hearts) : Connie
- 1994 : The Beans of Egypt, Maine : Roberta Bean
- 1994 : Imaginary Crimes : Valery Weiler
- 1995 : Programmé pour tuer (Virtuosity) : Dr Madison Carter
- 1995 : White Man (White Man's Burden) : Marsha Pinnock
- 1996 : Vengeance froide (Heaven's Prisoners) : Annie Robicheaux
- 1996 : Persons Unknown : Amanda
- 1997 : Cold Around the Heart : Jude Law
- 1997 : Mr. Magoo : Luanne LeSeur / Prunella Pegula
- 1998 : L'Héritage de Malcolm (Homegrown) : Lucy
- 2000 : Charlie et ses drôles de dames (Charlie's Angels) : Vivian Wood
- 2001 : Super papa (Joe Somebody) : Callie Scheffer
- 2002 : The Slaughter Rule : Evangeline Chutney
- 2003 : Dallas 362 : Mary
- 2005 : At Last : Sara Wood
- 2005 : The Jacket (La Camisole de force) : Jean Price
- 2005 : Welcome to California : Susanna Smith
- 2006 : The Visitation (en) : Morgan Elliot
- 2010 : Kaboom de Gregg Araki  : La mère de Smith
- 2020 : On the Rocks de Sofia Coppola : Blonde

### Télévision

#### Séries télévisées
- 1989 : The Edge : Hilda
- 2003 : Pour une vie meilleure (Homeless to Harvard: The Liz Murray Story) : Jean Murray
- 2004 : The L Word : Ivan (6 épisodes)
- 2010-2011 : 90210 Beverly Hills : Nouvelle Génération : Laurel Cooper (15 épisodes)
- 2012 : Un plan diabolique (A Dark Plan) : Caren
- 2012-2013 : Magic City : Meg Bannock (13 épisodes)
- 2017 : Mr. Mercedes : Deborah Hartsfield (8 épisodes)

#### Téléfilms
- 1993 : Fausse note pour un mariage : Catherine Vernet
- 1999 : Le Pacte de la haine (Brotherhood of Murder) : Susan Martinez
- 2005 : Un ado en danger (Cyber Seduction: His Secret Life) : Diane Petersen
- 2006 : The Hunters : Joan Hunter